# Łysa Góra (powiat poznański)
Łysa Góra (także: Lisia Góra) – wzgórze morenowe zlokalizowane na południowo-wschodnim skraju gminy Czerwonak, w Puszczy Zielonce, w niedużej odległości od Dziewiczej Góry. Wysokość 102 m n.p.m. 
Wierzchołek i stoki zachodnie pokryte zwartym lasem, pozostałe części to użytki rolne. Na zachodniej granicy lasu pojedyncze gospodarstwo. Na wierzchołek nie prowadzą znakowane szlaki turystyczne.
Na niemieckiej mapie topograficznej z 1911 oznaczono ją jako Lissa Gura.